# Exarrhenodes flavosticticus
Exarrhenodes flavosticticus là một loài bọ cánh cứng trong họ Cerambycidae.